# 穆員
穆员（?—?），字与直，唐朝怀州河内（今河南省沁阳市）人，穆寧的第三子。
穆员工文辞，尚节义。韦夏卿与穆员、齐映、穆员之兄穆贊相友善。杜亚为东都留守，辟为穆员从事、检校员外郎。东都留守杜亚怀疑东都留守将令狐運抢劫转运丝绢，令判官穆员及从事张弘靖一起审理此事。穆员与张弘靖都认为令狐运职在牙门，必不为盗。杜亚不听，将穆员、张弘靖赶出幕府。穆员官至侍御史，早卒，有文集十卷。穆员兄弟被人用“珍味”比喻：穆赞俗而有格，为酪；穆質美而多入，为酥；穆员为醍醐；穆赏为乳腐。